# Trevan Clough
Trevan Gordon Clough (ur. 27 października 1942, zm. 28 lutego 2025) – papuaski strzelec, olimpijczyk. 
Brał udział w igrzyskach w latach: 1976 (Montreal) i 1984 (Los Angeles). Na obu z nich startował w trapie, w którym zajmował odpowiednio: 35. i 66. miejsce.

## Wyniki olimpijskie
| Igrzyska | Konkurencja | Wynik       | Miejsce | Źródło |
| -------- | ----------- | ----------- | ------- | ------ |
| IO 1976  | Trap        | 159 punktów | 35.     | [ 2 ]  |
| IO 1984  | Trap        | 145 punktów | 66.     | [ 3 ]  |